# Justice (Illinois)
Justice és una població dels Estats Units a l'estat d'Illinois. Segons el cens del 2006 tenia 12.850 habitants.

## Demografia
Segons el cens del 2000, Justice tenia 12.193 habitants, 4.402 habitatges, i 3.103 famílies. La densitat de població era de 1.617,8 habitants/km².
Dels 4.402 habitatges en un 39,8% hi vivien nens de menys de 18 anys, en un 48,4% hi vivien parelles casades, en un 15,9% dones solteres, i en un 29,5% no eren unitats familiars. En el 22,4% dels habitatges hi vivien persones soles el 5,4% de les quals corresponia a persones de 65 anys o més que vivien soles. El nombre mitjà de persones vivint en cada habitatge era de 2,77 i el nombre mitjà de persones que vivien en cada família era de 3,28.
Per edats la població es repartia de la següent manera: un 28,3% tenia menys de 18 anys, un 10,5% entre 18 i 24, un 34,4% entre 25 i 44, un 19,5% de 45 a 60 i un 7,3% 65 anys o més.
L'edat mediana era de 31 anys. Per cada 100 dones de 18 o més anys hi havia 93,9 homes.
La renda mediana per habitatge era de 50.254 $ i la renda mediana per família de 55.323 $. Els homes tenien una renda mediana de 40.340 $ mentre que les dones 28.507 $. La renda per capita de la població era de 20.714 $. Aproximadament el 6,6% de les famílies i el 7,3% de la població estaven per davall del llindar de pobresa.

## Poblacions properes
El següent diagrama mostra les poblacions més properes.